# Fetichismo de gordos
El fetichismo de gordos (fat fetishism, en inglés), también llamado Adipofilia (del latín: adeps, gordo, y del griego: philie, amor), se refiere a la atracción y/o excitación sexual hacia las personas con sobrepeso u obesidad, debido principalmente a su peso y tamaño.
Existe una variedad de fetiches referentes a la adipofilia, como lo son el «feed(er)ismo» o «gaining», donde el placer sexual se obtiene del proceso de ganar, o ayudar a otros a ganar grasa corporal, no necesariamente de la grasa en sí, aunque hay mucha superposición entre estos grupos. El fetichismo de gordos también incorpora «relleno» y «guata», mientras que el foco de la excitación está en las sensaciones y propiedades de una ganancia real o simulada.

## Como subcultura
La comunidad del fetichismo de gordos se ha superpuesto con los movimientos de positividad corporal y feminismo de la gordura. La Asociación Nacional para Promover la Aceptación de la Gordura (NAAFA, por sus siglas en inglés) ha trabajado como una organización de defensa de las personas gordas, pero se formó en parte para ayudar a los hombres fetichistas de gordos y otros admiradores de la gordura a encontrar mujeres gordas con las cuales poder salir y poder mantener relaciones sexuales con ellas.
El fetichismo de gordos incluye tanto comunidades de la vida real como de Internet. Las prácticas y subculturas del fetichismo de gordos incluyen la pornografía en Internet; «gaining» y «feeding», que implica comer para ganar peso intencionalmente; squashing (traducido al español literal como «aplastar») se refiere a la atracción sexual hacia la idea de ser aplastado por una persona o varias personas gordas.

### Feedismo
Los gainers y feedees son personas que disfrutan de la fantasía y/o realidad de ser alimentados y/o subir de peso. Los animadores y promotores generalmente disfrutan de la fantasía de ayudar a otra persona a ganar peso. «Gainer» y «encourager» son etiquetas comunes entre los hombres homosexuales, mientras que tanto los hombres y mujeres heterosexuales como las mujeres lesbianas a menudo se identifican como feeders y feedees. Algunos prefieren el término «feedismo» al de «feederismo», ya que sugiere una relación más igualitaria entre el que alimenta y el que recibe el alimento.
Si bien el gaining y feeding suelen considerarse fetiches, muchos dentro de la comunidad, tanto del gaining como del feedismo expresan que los ven más como un estilo de vida, una identidad o una orientación sexual.
Los medios de comunicación presentan el feedismo como un tabú o un interés de nicho. Entre las representaciones negativas de los medios se incluye la película Feed, que es un ejemplo del feedismo no consensuado. Las investigaciones han demostrado que la gran mayoría de las relaciones basadas en el feedismo son totalmente consensuales y la inmovilidad se mantiene en su mayor parte como una fantasía para los participantes. Es relativamente poco común o raro que los participantes tengan el deseo de quedarse inmóviles.
La comunidad gay gainer surgió del movimiento Girth & Mirth en la década de 1970. En 1988, aparecieron boletines informativos específicos para los gainers y en 1992 se celebró el primer evento para gainers, llamado EncourageCon, en New Hope, Pensilvania. En 1996 se lanzó GainRWeb, el primer sitio web dedicado a los varones homosexuales interesados en ganar peso.

## Crítica
Según The Routledge Companion to Beauty Politics, «las dinámicas de poder basadas en el género, raza y clase de muchas de estas subculturas a menudo reflejan, refuerzan e incluso exageran las desigualdades raciales, de género, de clase y sexuales existentes». La socióloga Abigail C. Saguy ha propuesto que al objetivar el peso de las mujeres, están reforzando la importancia cultural del peso de las mujeres para su apariencia física, reforzando también, por lo tanto, la desigualdad de género.